# 646
646(육백사십육)은 645보다 크고 647보다 작은 자연수다.

## 수학
- 합성수로, 그 약수는 1, 2, 17, 19, 34, 38, 323, 646이다. 진약수의 합은 434이므로, 646은 부족수다.
- 83번째 쐐기수다. 앞의 쐐기수는 645, 다음 쐐기수는 651이다.
- 회문수다.
- {\displaystyle 69^{6}-1}은 646으로 나누어떨어진다.

## 과학·기술
- NGC 646(영어판): 물뱀자리 방향에 있는 막대나선은하.
- 646 카스탈리아(영어판): 소행성.
- ISO/IEC 646: 7비트의 문자 코드를 규정하는 ISO 표준.

## 교통

### 항공
- 에어 캐나다 646편 추락 사고(영어판) (1997년)

### 철도
- 서울 지하철 6호선 화랑대역의 역번호.

### 도로
- 646번 홋카이도도(일본어판)

## 군사
- U-646(영어판): 제2차 세계 대전에 사용된 나치 독일의 군용 잠수함.

## 문화유산
- 대한민국의 보물 제646호: 청자 상감‘상약국’명 음각운룡문 합

## 기타
- 연도: 646년, 기원전 646년